# Provincie Iga

Mapa japonských provincií se zvýrazněnou provincií Iga

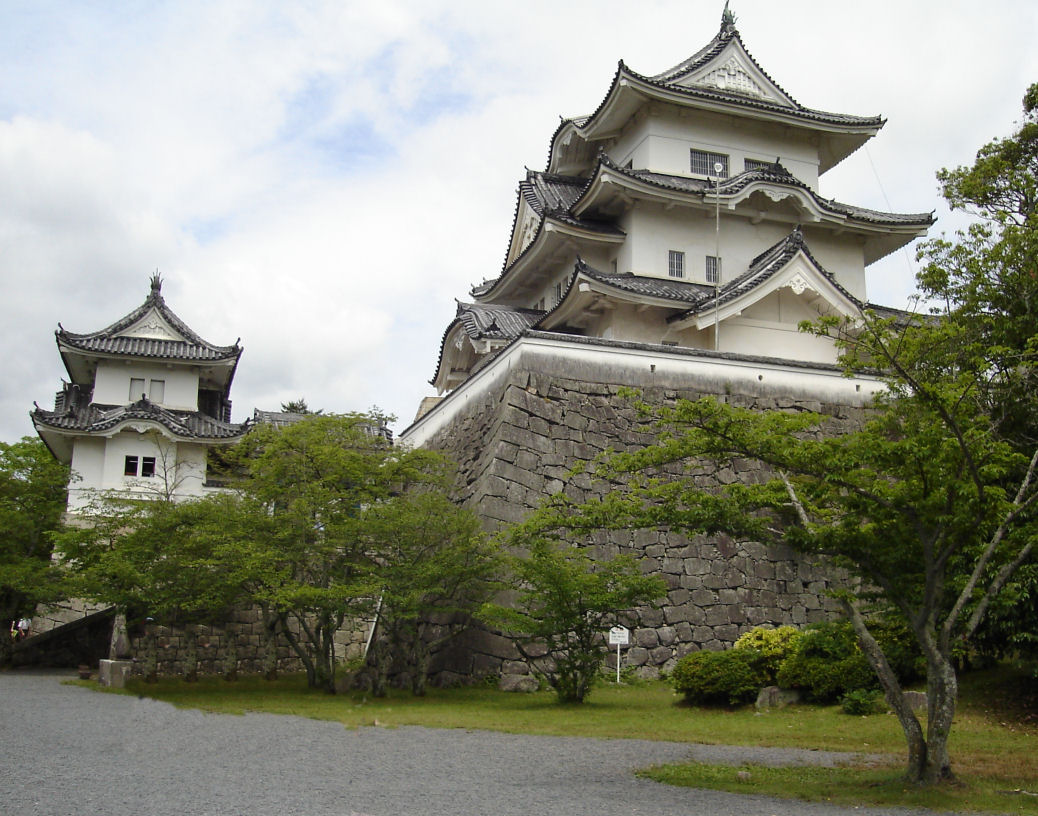
Hrad Ueno

Provincie Iga (japonsky: 伊賀国; Iga no kuni), rovněž nazývaná Išú (伊州), byla stará japonská provincie rozkládající se na místě západní části dnešní prefektury Mie na ostrově Honšú. Iga sousedila s provinciemi Ise, Jamaširo, Jamato a Ómi.
Provincii Iga byla proslulá svými klany nindžů, jejichž nejslavnějším představitelem byl Hattori Hanzó. Iga byla rovněž rodištěm slavného básníka haiku Macuo Bašóa.
Hlavním městem provincie bylo hradní město Ueno.